# Driton Camaj
Driton Camaj (in serbo Дритон Цамај?; Podgorica, 7 marzo 1997) è un calciatore montenegrino, attaccante del Kecskemét.

## Carriera

### Club
Il 19 agosto 2020 si trasferisce a titolo definitivo alla squadra ungherese del Kisvárda.

### Nazionale
Ha giocato nelle nazionali giovanili montenegrine Under-17, Under-19 ed Under-21.
Il 20 giugno 2023 realizza la sua prima rete in nazionale maggiore nell'amichevole persa 1-4 contro la Rep. Ceca.

## Statistiche

### Presenze e reti nei club
Statistiche aggiornate al 31 ottobre 2021.
| Stagione         | Squadra           | Campionato       | Campionato | Campionato | Coppe nazionali | Coppe nazionali | Coppe nazionali | Coppe continentali | Coppe continentali | Coppe continentali | Altre coppe | Altre coppe | Altre coppe | Totale | Totale |
| Stagione         | Squadra           | Comp             | Pres       | Reti       | Comp            | Pres            | Reti            | Comp               | Pres               | Reti               | Comp        | Pres        | Reti        | Pres   | Reti   |
| ---------------- | ----------------- | ---------------- | ---------- | ---------- | --------------- | --------------- | --------------- | ------------------ | ------------------ | ------------------ | ----------- | ----------- | ----------- | ------ | ------ |
| mag.-giu. 2015   | Budućnost         | PL               | 1          | 1          | CM              | 0               | 0               | -                  | -                  | -                  | -           | -           | -           | 1      | 1      |
| ago.-set. 2015   | Inter Zaprešić    | 1. HNL           | 2          | 0          | CC              | 0               | 0               | -                  | -                  | -                  | -           | -           | -           | 2      | 0      |
| feb.-giu. 2016   | Dečić             | PL               | 11         | 0          | CM              | 0               | 0               | -                  | -                  | -                  | -           | -           | -           | 11     | 0      |
| 2016-2017        | Budućnost         | PL               | 24         | 1          | CM              | 3               | 0               | UEL                | 2                  | 0                  | -           | -           | -           | 29     | 1      |
| 2017-2018        | Budućnost         | PL               | 17         | 0          | CM              | 2               | 1               | UCL                | 2                  | 0                  | -           | -           | -           | 21     | 1      |
| Totale Budućnost | Totale Budućnost  | Totale Budućnost | 42         | 2          |                 | 5               | 1               |                    | 4                  | 0                  |             | -           | -           | 51     | 3      |
| 2018-2019        | Lovćen            | PL               | 34+2       | 5+0        | CM              | 8               | 3               | -                  | -                  | -                  | -           | -           | -           | 44     | 8      |
| 2019-2020        | Iskra Danilovgrad | PL               | 29         | 5          | CM              | 3               | 1               | -                  | -                  | -                  | -           | -           | -           | 32     | 6      |
| 2020-2021        | Kisvárda          | NB1              | 22         | 1          | CU              | 5               | 3               | -                  | -                  | -                  | -           | -           | -           | 27     | 4      |
| 2021-2022        | Kisvárda          | NB1              | 7          | 3          | CU              | 2               | 3               | -                  | -                  | -                  | -           | -           | -           | 9      | 6      |
| Totale Kisvárda  | Totale Kisvárda   | Totale Kisvárda  | 29         | 4          |                 | 7               | 6               |                    | -                  | -                  |             | -           | -           | 36     | 10     |
| Totale carriera  | Totale carriera   | Totale carriera  | 147+2      | 16+0       |                 | 23              | 11              |                    | 4                  | 0                  |             | -           | -           | 176    | 27     |

### Cronologia presenze e reti in nazionale
| Cronologia completa delle presenze e delle reti in nazionale ― Montenegro | Cronologia completa delle presenze e delle reti in nazionale ― Montenegro | Cronologia completa delle presenze e delle reti in nazionale ― Montenegro | Cronologia completa delle presenze e delle reti in nazionale ― Montenegro | Cronologia completa delle presenze e delle reti in nazionale ― Montenegro | Cronologia completa delle presenze e delle reti in nazionale ― Montenegro | Cronologia completa delle presenze e delle reti in nazionale ― Montenegro | Cronologia completa delle presenze e delle reti in nazionale ― Montenegro |
| Data                                                                      | Città                                                                     | In casa                                                                   | Risultato                                                                 | Ospiti                                                                    | Competizione                                                              | Reti                                                                      | Note                                                                      |
| ------------------------------------------------------------------------- | ------------------------------------------------------------------------- | ------------------------------------------------------------------------- | ------------------------------------------------------------------------- | ------------------------------------------------------------------------- | ------------------------------------------------------------------------- | ------------------------------------------------------------------------- | ------------------------------------------------------------------------- |
| 7-6-2022                                                                  | Helsinki                                                                  | Finlandia                                                                 | 2 – 0                                                                     | Montenegro                                                                | UEFA Nations League 2022-2023 - 1º Turno                                  | -                                                                         | 45’                                                                       |
| 23-9-2022                                                                 | Zenica                                                                    | Bosnia ed Erzegovina                                                      | 1 – 0                                                                     | Montenegro                                                                | UEFA Nations League 2022-2023 - 1º Turno                                  | -                                                                         | 81’                                                                       |
| 26-9-2022                                                                 | Podgorica                                                                 | Montenegro                                                                | 0 – 2                                                                     | Finlandia                                                                 | UEFA Nations League 2022-2023 - 1º Turno                                  | -                                                                         | 32’                                                                       |
| 17-11-2022                                                                | Podgorica                                                                 | Montenegro                                                                | 2 – 2                                                                     | Slovacchia                                                                | Amichevole                                                                | -                                                                         | 45’                                                                       |
| 27-3-2023                                                                 | Podgorica                                                                 | Montenegro                                                                | 0 – 2                                                                     | Serbia                                                                    | Qual. Euro 2024                                                           | -                                                                         | 77’                                                                       |
| 20-6-2023                                                                 | Podgorica                                                                 | Montenegro                                                                | 1 – 4                                                                     | Rep. Ceca                                                                 | Qual. Euro 2024                                                           | 1                                                                         | 59’                                                                       |
| 7-9-2023                                                                  | Kaunas                                                                    | Lituania                                                                  | 2 – 2                                                                     | Montenegro                                                                | Qual. Euro 2024                                                           | -                                                                         | 46’                                                                       |
| 10-9-2023                                                                 | Podgorica                                                                 | Montenegro                                                                | 2 – 1                                                                     | Bulgaria                                                                  | Qual. Euro 2024                                                           | -                                                                         | 76’                                                                       |
| 12-10-2023                                                                | Podgorica                                                                 | Montenegro                                                                | 3 – 2                                                                     | Libano                                                                    | Amichevole                                                                | -                                                                         | 46’                                                                       |
| 17-10-2023                                                                | Belgrado                                                                  | Serbia                                                                    | 3 – 1                                                                     | Montenegro                                                                | Qual. Euro 2024                                                           | -                                                                         | 72’                                                                       |
| 16-11-2023                                                                | Podgorica                                                                 | Montenegro                                                                | 2 – 0                                                                     | Lituania                                                                  | Qual. Euro 2024                                                           | -                                                                         | 72’ 75’                                                                   |
| 19-11-2023                                                                | Budapest                                                                  | Ungheria                                                                  | 3 – 1                                                                     | Montenegro                                                                | Qual. Euro 2024                                                           | -                                                                         | 13’ 70’                                                                   |
| 21-3-2024                                                                 | Boztepe                                                                   | Montenegro                                                                | 2 – 0                                                                     | Bielorussia                                                               | Amichevole                                                                | -                                                                         | 83’                                                                       |
| 25-3-2024                                                                 | Boztepe                                                                   | Montenegro                                                                | 1 – 0                                                                     | Macedonia del Nord                                                        | Amichevole                                                                | -                                                                         |                                                                           |
| 5-6-2024                                                                  | Bruxelles                                                                 | Belgio                                                                    | 2 – 0                                                                     | Montenegro                                                                | Amichevole                                                                | -                                                                         | 61’                                                                       |
| 6-9-2024                                                                  | Reykjavík                                                                 | Islanda                                                                   | 2 – 0                                                                     | Montenegro                                                                | UEFA Nations League 2024-2025 - 1º turno                                  | -                                                                         | 60’                                                                       |
| 9-9-2024                                                                  | Nikšić                                                                    | Montenegro                                                                | 1 – 2                                                                     | Galles                                                                    | UEFA Nations League 2024-2025 - 1º turno                                  | 1                                                                         |                                                                           |
| 11-10-2024                                                                | Samsun                                                                    | Turchia                                                                   | 1 – 0                                                                     | Montenegro                                                                | UEFA Nations League 2024-2025 - 1º turno                                  | -                                                                         | 61’                                                                       |
| 14-10-2024                                                                | Cardiff                                                                   | Galles                                                                    | 1 – 0                                                                     | Montenegro                                                                | UEFA Nations League 2024-2025 - 1º turno                                  | -                                                                         | 46’                                                                       |
| 16-11-2024                                                                | Nikšić                                                                    | Montenegro                                                                | 0 – 2                                                                     | Islanda                                                                   | UEFA Nations League 2024-2025 - 1º turno                                  | -                                                                         | 69’                                                                       |
| 19-11-2024                                                                | Nikšić                                                                    | Montenegro                                                                | 3 – 1                                                                     | Turchia                                                                   | UEFA Nations League 2024-2025 - 1º turno                                  | -                                                                         | 86’                                                                       |
| 22-3-2025                                                                 | Nikšić                                                                    | Montenegro                                                                | 3 – 1                                                                     | Gibilterra                                                                | Qual. Mondiali 2026                                                       | -                                                                         | 76’                                                                       |
| 25-3-2025                                                                 | Nikšić                                                                    | Montenegro                                                                | 1 – 0                                                                     | Fær Øer                                                                   | Qual. Mondiali 2026                                                       | -                                                                         | 46’                                                                       |
| 9-6-2025                                                                  | Niksic                                                                    | Montenegro                                                                | 2 – 2                                                                     | Armenia                                                                   | Amichevole                                                                | -                                                                         |                                                                           |
| Totale                                                                    |                                                                           | Presenze                                                                  | 24                                                                        |                                                                           | Reti                                                                      | 2                                                                         |                                                                           |

## Palmarès

### Club

#### Competizioni nazionali
- Campionato montenegrino: 1

Budućnost: 2016-2017